# Глубокое (Кемеровская область)
Глубокое — село в Топкинском районе Кемеровской области, входит в состав Зарубинского сельского поселения. Основано в XIX веке.
Расположено в Кузнецкой котловине в бассейне реки Томь на берегу реки Глубокая (по имени этой реки село получило своё название). Расстояние до города Кемерово составляет 36 км.

## Население
По данным 1911 году в селе проживал 451 житель. В конце 1960-х годов — 777 жителей.
| 2010 |
| ---- |
| 723  |

## Транспорт
Через село Глубокое проходит автомобильная дорога Р-384 Кемерово-Новороманово-Юрга. Так же от села начинается местная автомобильная дорога до села Зарубино (14 км) и далее до трассы М-53 «Сибирь». Так же от села отходит автодорога до села Подонино (8 км).
Регулярное автобусное сообщение с городом Кемерово и районным центром Топки. Так же через село проходит междугородный автобусный маршрут 605 Кемерово-Новороманово-Юрга.
Общественный транспорт г. Кемерово представлен автобусными маршрутами:
- №109: д/п Центральный — д. Подонино
- №110: д/п Центральный — д. Медынино

## Инфраструктура
В селе имеется средняя общеобразовательная школа, медпункт, предприятия розничной торговли продовольственный и промтоварный магазины, сельпо).
Сотовая связь представлена операторами Билайн, Мегафон, МТС.
В селе 9 улиц: ул. 40 лет Победы, Заречная ул., Лесная ул., Молодежная ул., Рабочая ул., Советская ул., Совхозная ул., Центральная ул., Школьная ул.

## Достопримечательности
Глубокинский водопад, расположенный в 1-2 км от села, — популярное среди местных туристов место отдыха. Водопад разделяется на вершине на два потока воды, высота его всего 3-4 метра. Берет свое начало из близлежащего пруда. Наблюдать его возможно исключительно весной или в начале лета в период «большой» воды.